# Ян Баптист Тенчинський
Ян Баптист Тенчинський (*Jan Baptysta Tęczyński, 1540—1563) — державний діяч, дипломат Речі Посполитої.

## Життєпис
Походив з польського магнатського роду Тенчинських гербу Топор. Син Станіслава Габріеля Тенчинського, львівського каштеляна, та Анни Богуш. Народився у 1540 році в родинному маєтку. Навчався у Краківській академії. 1556 році за наказом батька рушив до Парижу, де продовжив навчання у Сорбонні, де перебував до 1560 року. Водночас у 1557 році поступив до базельського колегіуму. Подорожував до королівства Іспанія у 1559—1560 роках. Успадкував від батька титул графа Священної Римської імперії.
У 1561 році отримує старства люблінське та ужедувське. Того ж року стає сенатором Речі Посполитої. Того ж року за доручення короля Сигізмунда II здійснив дипломатичний візит до королівства Швеції, де закохався у принцесу Цецилію, доньку короля Густава I Вази. Після отримання згоди на шлюб 1562 року він повернувся до Польщі. Тут збирався кошти для посагу.
У 1563 році стає воєводою белзьким. Того ж року вирушив до Швеції, але в Балтійському морі був захоплений данським флотом (в цей час точилася чергова дансько-шведська війна). Помер у данській в'язниці в Копенгагені.